# Phytoseiulus
Phytoseiulus es un género de ácaros predadores de la familia Phytoseiidae cuyas presas suelen ser otros ácaros. Son de interés en agricultura ya que depredan ácaros en cultivos de frutales, viña, hortalizas y plantas ornamentales.

## Especies
El género contiene las siguientes especies:
- Phytoseiulus fragariae Denmark & Schicha, 1983
- Phytoseiulus longipes Evans, 1958
- Phytoseiulus macropilis (Banks, 1904)
- Phytoseiulus persimilis Athias-Henriot, 1957
- Phytoseiulus riegeli Dosse, 1958
- Phytoseiulus robertsi (Baker, 1990)
- Phytoseiulus tardi (Lombardini, 1959)